# Gabriel García Moreno
Gabriel Gregorio García Moreno (ur. 24 grudnia 1821, zm. 6 sierpnia 1875) – pisarz polityczny, dwukrotny prezydent Ekwadoru.

## Życiorys
Urodził się w Guayaquil w Ekwadorze w głęboko religijnej rodzinie katolickiej. Ukończył Collegio Nacional de la Unicersidad. Został seminarzystą i przyjął niższe święcenia kapłańskie. Studiował prawo i 26 października 1844 uzyskał stopień doktora. W czasie studiów związał się z grupą młodych spiskowców, która podjęła nieudaną próbę obalenia prezydenta Juana José Floresa, i musiał opuścić Ekwador. Po powrocie do kraju zaczął wydawać antyrządową gazetkę, zyskując stopniowa coraz więcej zwolenników. W 1847 zyskał mandat radnego w radzie miejskiej Quito. W latach 1853–1859 Garcia Moreno jeszcze dwukrotnie musiał udawać się na emigrację z przyczyn politycznych. W maju 1859 powrócił do kraju i zgłosił swoją kandydaturę w wyborach prezydenckich. W 1861 po wygraniu wyborów został prezydentem Ekwadoru. Jego rządy charakteryzowały się prowadzeniem polityki religijnej i edukacyjnej oraz prowadzeniem eksploatacji zasobów naturalnych. Autorytaryzm połączony z oskarżeniami o korupcję zmusił Moreno do dymisji. W 1865 objął placówkę dyplomatyczną w Chinach. W 1869 powrócił do Ekwadoru i ponownie objął urząd prezydencki. Doprowadził do przedłużenia kadencji prezydenckiej do sześciu lat i przeforsowania prawa do ponownego ubiegania się o prezydenturę. Proklamował konstytucję, która m.in. ustanawiała sądy kościelne niezależne od sądów powszechnych, przekazywała edukację w ręce kleru oraz stanowiła, że obywatelami Ekwadoru mogą być wyłącznie osoby wyznania rzymskokatolickiego. Moreno uważał, że prezydent, mimo że wybrany przez naród, odpowiada wyłącznie przed Kościołem. W wyniku kolejnych wyborów prezydenckich w maju 1875 Gabriel Garcia Moreno został wybrany po raz trzeci, jeszcze większą liczbą głosów niż w 1869. Rosnąca popularność tak żarliwego katolika u steru władzy państwowej nie podobała się członkom masońskich lóż, pozbawionych możliwości działania w kraju, i wywoływała nienawiść środowisk antychrześcijańskich, które wydały nieoficjalny „wyrok śmierci” na prezydenta.  W Nowej Granadzie powstał ruch oporu, z którego przedstawicieli wylosowano potencjalnych zabójców Moreno. Specjalna grupa zamachowców poczęła śledzić każdy ruch prezydenta i wypatrywać okazji do jego zamordowania. Przywódca zamachowców, Faustino Rayo, z okrzykiem: Śmierć tyranowi! – ugodził go maczetą w kark, niemal odrąbując ramiona, którymi nieszczęśnik próbował się osłonić, a w tym czasie trzej wspólnicy zbrodniarza wypalili mu w pierś z rewolwerów. Konający upadł na plac, a Rayo kilkakrotnie uderzył go jeszcze maczetą. Już leżąc w agonii, prezydent zdołał umoczyć palec we własnej krwi i napisać na ziemi: Dios no muere (Bóg nie umrze). Prezydent w chwili śmierci miał przy sobie napisane tego samego ranka orędzie, w którym znalazły się następujące słowa: Republika cieszyła się ostatnio sześcioma latami pokoju i śmiało kroczyła drogą prawdziwego postępu, pod wyraźną opieką Opatrzności (…) Jeśli dopuściłem się jakichś uchybień, tysiąckrotnie proszę o przebaczenie (…) Jeśli wierzycie, że coś mi się udało, przypiszcie to w pierwszej kolejności Bogu i Niepokalanej.
Udany zamach został przeprowadzony 6 sierpnia 1875. Po jego śmierci nowy prezydent natychmiast ogłosił program przywrócenia pełni praw politycznych i całkowitej wolności słowa.

## Ocena rządów
W okresie rządów Garcia Moreno przeprowadzono w Ekwadorze wiele konserwatywnych reform, w tym ograniczenie praw politycznych i religijnych (obywatelami Ekwadoru mogły być wyłącznie osoby wyznania rzymskokatolickiego) i wolności słowa. Znaczne przemiany objęły szkolnictwo, które przekazano w ręce kleru. Liczba szkół wzrosła z dwustu do sześciuset, a do niektórych z nich dopuszczono kobiety i Indian. Nie dysponując w kraju kadrą, która byłaby w stanie zapełnić wszystkie instytucje, jakie pragnął założyć, prezydent sprowadził do Ekwadoru zgromadzenie Braci Szkół Chrześcijańskich, powierzając im nauczanie chłopców; edukację dziewczynek oddał w ręce Sióstr Nauczycielek św. Doroty Przenajświętszych Serc oraz Sióstr Opatrzności Bożej; do pracy w szpitalach zaprosił Siostry Miłosierdzia; reedukacją kobiet miały się zająć Siostry Dobrego Pasterza. Opieka nad młodzieżą i misjami przypadła jezuitom, o seminaria zaś mieli się zatroszczyć lazaryci. Prezydenckie dokonania na polu edukacji robią wielkie wrażenie. Garcia Moreno założył wiele szkół i kolegiów, zreformował dawne ośrodki kształcenia, zmodernizował uniwersyteckie studia medyczne, ufundował konserwatorium muzyczne, szkoły sztuk pięknych i rzemiosła oraz politechnikę. Wybudował także obserwatorium astronomiczne, otworzył pierwsze muzea i ogród botaniczny. Wspierał artystów, wysyłając wielu z nich do Europy, aby tam uzupełnili wykształcenie.
Rozbudowano również sieć dróg. Przeciwnicy zarzucali Garcii Moreno autokratyzm i surowość, a także uległość wobec Kościoła katolickiego. W uznaniu jego zasług dla Kościoła arcybiskup Quito wystąpił w 1939 z wnioskiem o jego kanonizację.